# 横浜市立すすき野中学校

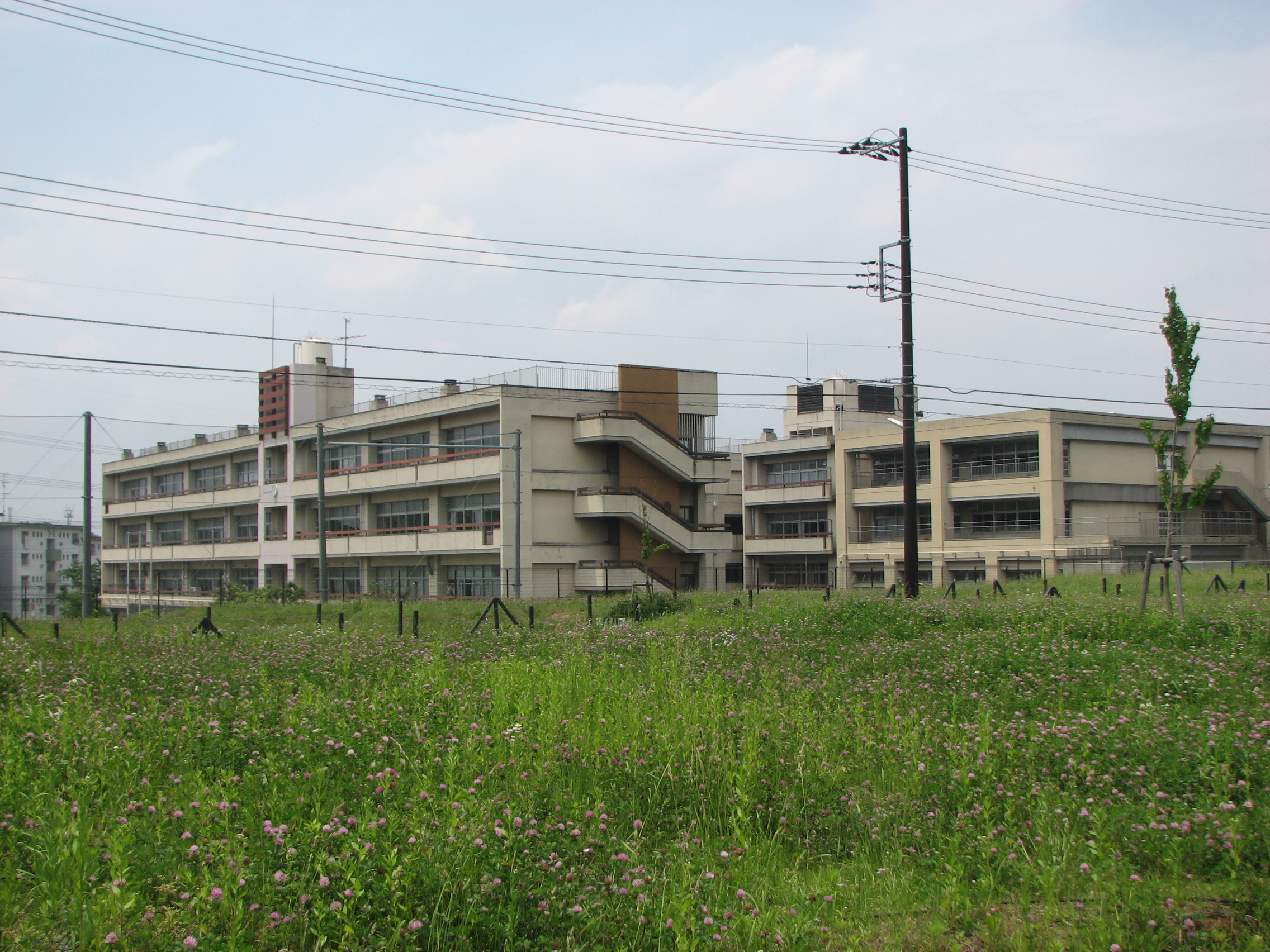
校舎概観（手前の空地は現在ジェネヒルあざみ野）

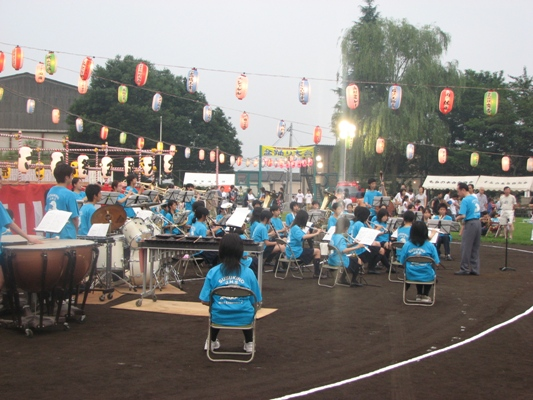
地域の祭りでの吹奏楽部の演奏

横浜市立すすき野中学校（よこはましりつすすきのちゅうがっこう）、神奈川県横浜市青葉区すすき野三丁目にある公立中学校。通称すす中。

## 概要
ベビーブームによる人口増加と、東急田園都市線を中心とした住宅整備、宅地開発による学童増加から要望を受けて、1981年に開校。最盛期には、一学年7クラスもの生徒数を数えた。
近隣のすすき野小学校（廃校）、嶮山小学校、荏子田小学校、黒須田小学校、美しが丘西小学校から進学する。
他地域の生徒からは、札幌市の歓楽街すすきのと混同されることが多いが、関連は全くない。野が漢字表記である点が異なる。
2006年度には、道徳の全国大会がすすき野中学校で開催され全国の教員が研修に訪れた。

## 沿革
- 1981年（昭和56年）9月14日 - 開校

## 教育目標
『共生と創造』

## 部活動
- 文化系には、吹奏楽部、美術部がある。
- 運動系には、剣道部、サッカー部、女子バレーボール部、男女ソフトテニス部、男女卓球部、野球部、陸上部、男女バスケットボール部がある。
  - 校舎の外周道路は、隣接するすすき野小学校と広大な住宅街を囲んでいるため、約1.3kmに及ぶ。勾配もきつく、運動部と吹奏楽部の生徒はこの外周道路を走ることによって鍛え上げられる。
  - 吹奏楽部…現在の部員は、約50名。吹奏楽コンクール、アンサンブルコンテストなどへの出場や、夏祭り、近隣の保育園・小学校での演奏などを行っている。過去には、全日本吹奏楽コンクールにてヴァレンシアの寡夫で銀賞を受賞2006年度のコンクールは、3年ぶりの県大会出場となった。また、毎年3月の下旬には、1年間の集大成として、すすき野中学校吹奏楽部定期演奏会「Spring Concert(スプリング コンサート)」を、青葉公会堂などで行っている。

## 行事
- 体育大会(9月)

校庭で行われる体育祭のような行事である。騎馬戦や障害物競走などが加わったため、名称が「陸上体育大会」に変わった。開校当時は全校生徒がクラスごとに得点を競い、非常に盛り上がるイベントであったが、近年はクラス対抗の競技はほとんど廃止された。
学年別個人競技は、50M、100M、野越え山越え（50M)のいずれか1種目をそれぞれ選んで競技する。また大縄跳び(全学年)、騎馬戦(2, 3年)、障害物競走(1, 3年)、棒取り(1, 2年)の学年別団体競技と、学年別クラス対抗リレーを行い、各学年の優勝クラスを決める。
昼休みには'06年までは全学年クラス対抗のPK王者決定戦の決勝戦と先生チームVS優勝クラスのエキシビジョンマッチ。'07年は部活対抗リレーが実施された。
近年の体育大会でも部活対抗リレーが実施されている。
- 修学旅行(5月)【3年】

2泊3日の京都・奈良修学旅行。毎年、内容に若干の変更がある。
- 生徒総会(6月)

前述の生徒会が主体となり主に会計報告や問題点の指摘改善等を審議する総会である。決議は拍手にて行われる。2/3以上集まれば反対、賛成を決定できる。
- 生徒会本部役員選挙(10月)

実際の青葉区選挙委員会から投票箱をレンタルし、議員選挙さながらの選挙を生徒たちが主体となり行っている。本部役員は新1年3人(副会長、書記、会計各1名)、新2年5人(会長、副会長、書記長、書記、会計各1名)の合計8名で、それらは自薦他薦問わない。 また、人数が足りない場合や、均等に票が分かれた場合には再選挙となることもある。これらを取り仕切るのは選挙管理委員会という特別委員会（この選挙の時にしか出番はない）である。
- 青鷺祭（ミニ文化祭）合唱コンクール(10月)

青葉公会堂で行われる一大行事。各クラスが学年毎の課題曲とそれぞれの自由曲を歌い、各学年の優勝クラスを決める。毎年優勝曲のレベルは高く、他の小・中学校や保護者からも好評である。3年生の課題曲は卒業式でも歌う。2013年から課題曲が変わりました。2006年から、すすき野・嶮山・荏子田・黒須田の各小学校を3年生の各クラスが訪問し、課題曲と自由曲を小学生に披露している。
- 総合学習発表会が9月から10月の合唱コンクールと合体し、総合学習発表会が合唱コンクールの前夜祭的な色合いになり、文化祭という名前で開催されるようになった。

他校で言うところの「文化祭」に当たるものである。しかし、あまりオープンな印象はなく授業等の発表の場となっており、生徒たちもはしゃぎ過ぎるようなことはあまりない。数年前までは文化祭もあったようだが、学習指導要領の見直し等に伴い省略された。また、年間二回行われ、生徒たちは前期のものを「総発」、後期のものを「三送会（3年生を送る会）」として区別していた。
現在は廃止され、3月に三送会のみを行っている。
- 自然教室(5月)【1年】 長野県（白樺湖、武石村）

2006年までは2年次であったが、2007年のみ1年生と2年生合同、2008年からは1年次となる。日程は、2006年までは3泊4日だったものが、2007年から2泊3日となった。スキー教室は、廃止され自然教室に変わった。2日目に農業体験をすることになった。

## 主な進学高校
2005年度からの学区撤廃以前は『横浜北部学区』に属していた。上位層は、川和高校への入学が多い。また少数ではあるが神奈川県立横浜翠嵐高等学校や神奈川県立湘南高等学校、神奈川県立横浜緑ケ丘高等学校などの学区外進学校や、国立の東京工業大学附属科学技術高等学校等への進学もあった。私立校への進学もある。中位層は近隣にある元石川高校への入学が多く、最多の進学先となっている。

### 旧北部学区の公立高校
- 神奈川県立市ヶ尾高等学校
- 神奈川県立荏田高等学校
- 神奈川県立川和高等学校
- 神奈川県立霧が丘高等学校
- 神奈川県立新栄高等学校
- 神奈川県立田奈高等学校
- 神奈川県立白山高等学校
- 神奈川県立元石川高等学校

#### 旧東部学区の公立高校
- 神奈川県立港北高等学校
- 神奈川県立新羽高等学校

#### 旧川崎学区の公立高校
- 神奈川県立生田高等学校
- 神奈川県立百合丘高等学校
- 神奈川県立川崎北高等学校
- 神奈川県立生田東高等学校
- 神奈川県立菅高等学校
- 神奈川県立麻生総合高等学校
- 神奈川県立多摩高等学校
- 神奈川県立新城高等学校

## 著名な卒業生
- 高橋良明（俳優）
- 石川博之（俳優）
- 枡田絵理奈（TBSアナウンサー）
- 北村花絵（テレビ静岡アナウンサー）
- 五十嵐千尋（競泳選手）
- 高木俊幸（サッカー選手）
- 高木善朗（サッカー選手）
- 高木大輔（サッカー選手）
- 板倉滉（サッカー選手）
- 吉井美優（アイドル）
- 塚本舞（グラビアアイドル）